# Marco Caneira
Marco António Simões Caneira (Sintra, 9 februari 1979) - alias Caneira - is een Portugees voetballer die bij voorkeur als verdediger speelt.